# Hollandse Kade
De Hollandse Kade of Hollandsekade, vroeger Hollandsche Kade genoemd, is de grens tussen de provincie Noord-Holland en Utrecht tussen Amsterdam-Zuidoost en Abcoude maar ook een straat, een bedrijventerrein en een sportpark in het tot de gemeente de Ronde Venen behorende dorp Abcoude. De Hollandse Kade ligt in het uiterste noorden van het dorp aan de Molenwetering vlak bij station Abcoude en het recreatiegebied de Hoge dijk in Amsterdam Zuidoost. De straat loopt van het Ruwelspad naar de spoorlijn Amsterdam - Utrecht en dan naar het zuiden waarbij de straat geheel om het bedrijventerrein heen loopt. Ook een tweetal in het midden gelegen straten dragen de naam Hollandse Kade. Aan de noordkant ligt het sportpark Hollandse Kade.
De naam Hollandsche Kade bestaat al sinds 1285 en verwijst naar de politieke en staatkundige grens tussen het graafschap Holland in het noorden en het Amstelland (een Utrechtse leen) in het zuiden en kwam tot stand na een grenscorrectie toen Gijsbrecht II van Amstel een groot deel van zijn territorium, waaronder het Bijlmerbroek, aan graaf Floris V kwijtraakte. Ten noordwesten van de Hollandse Kade bevond zich het Reyghersbosch dat door vervening en het in cultuur brengen van het gebied verdween. Hier ontstonden later de (voormalige) Polder Gein en Gaasp in het noorden en de Broekzijdse polder in het zuiden.
Oorspronkelijk hadden het Graafschap Holland en het Bisdom Utrecht ('t Sticht) hier ieder hun eigen dijk maar werden  in de middeleeuwen samengevoegd tot één kade. De kade bestaat uit een twee parallelle brede grasdijken. De noordelijke dijk heet Ruwelswal en is  aangelegd om de waterhuishouding van de later ontgonnen polder Gaasp en Gein gescheiden te houden van het peil van de Broekzijdse polder.